# Korg M1

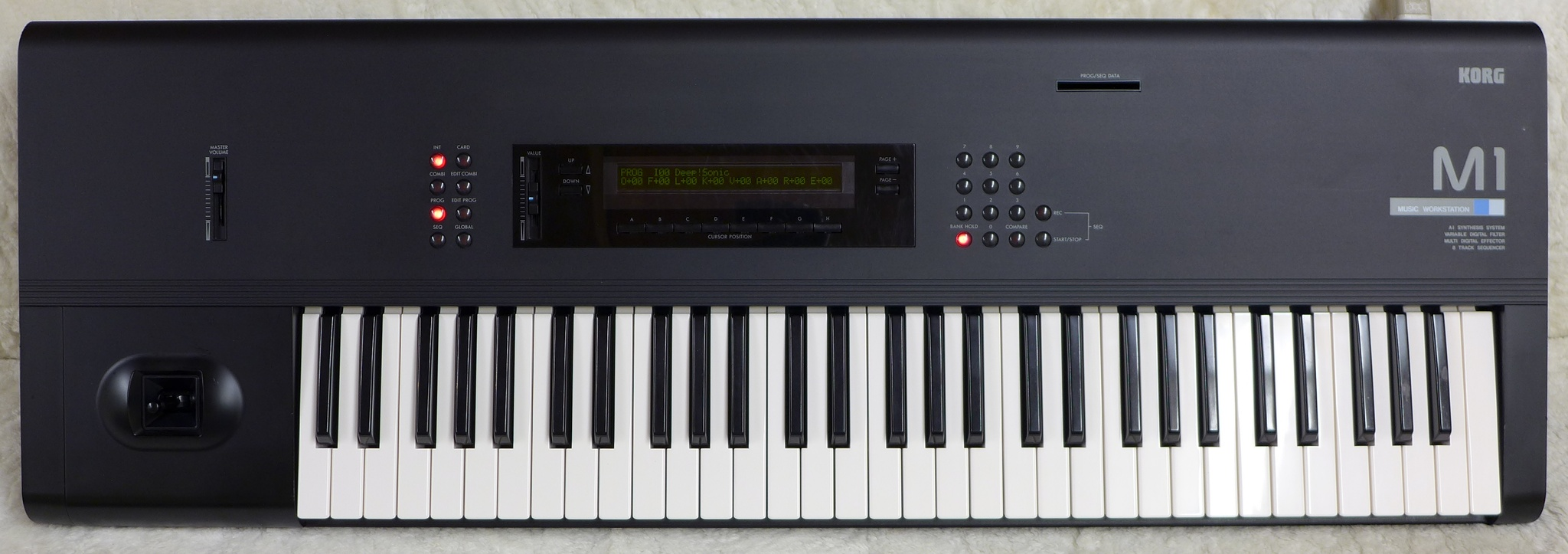
Modelo del Korg M1

El Korg M1 es un sintetizador y estación de trabajo de música fabricado por la empresa japonesa Korg de 1988 a 1995. Según Sound on Sound, es uno de los sintetizadores más vendidos de la historia, con unas ventas estimadas de 250.000 unidades y uno de los teclados de mayor reconocimiento en el mundo.

## Desarrollo
El ingeniero jefe de Korg, Junichi Ikeuchi, dirigió el diseño de ingeniería de hardware del M1. Mientras que los sintetizadores anteriores se comercializaban con sonidos elegidos para diferentes mercados, el presidente de Korg, Tsutomu Kato, y su hijo Seiki decidieron que sus sintetizadores deberían utilizar los mismos sonidos a nivel internacional. Korg reunió un equipo internacional para desarrollar los sonidos del M1. Para crear un sonido profundo al soplar una botella, el equipo tocó una flauta de pan sobre una botella grande de sake.

## Características

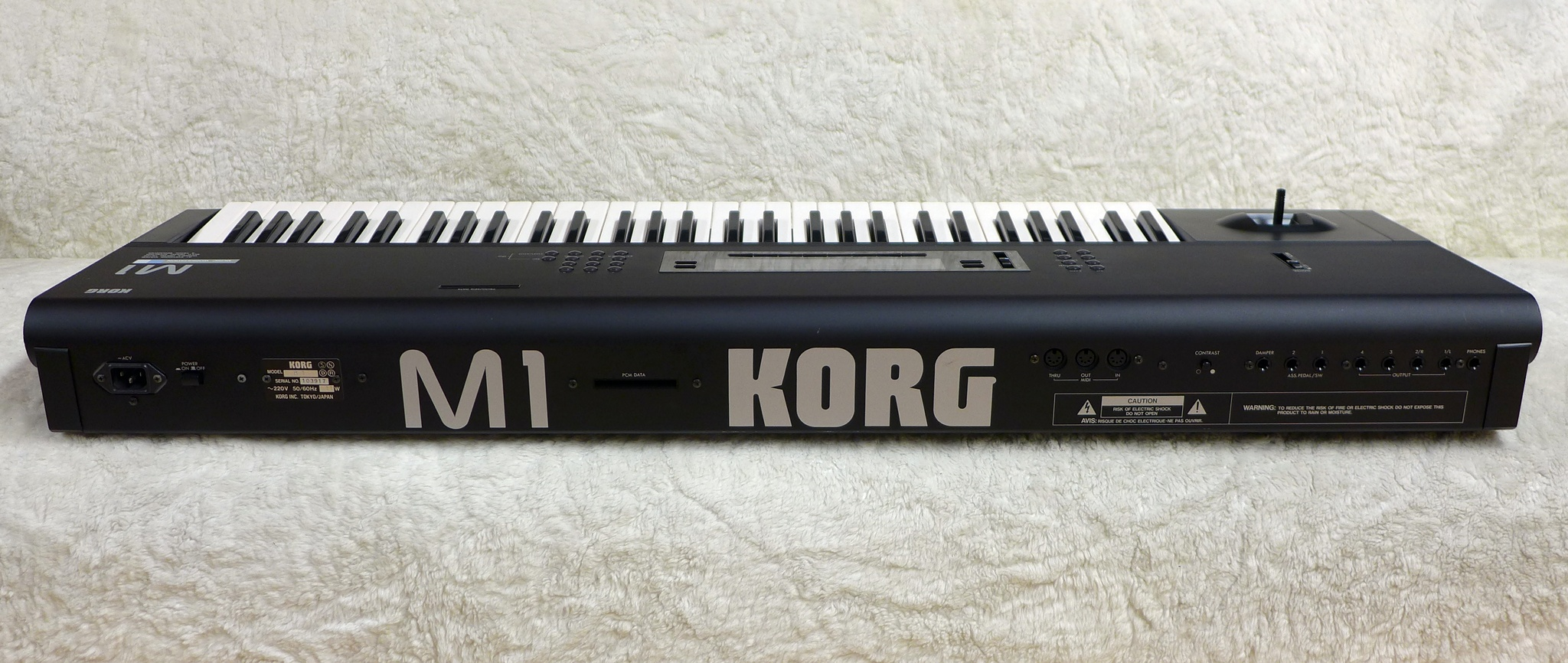
Parte trasera del Korg M1

El M1 cuenta con un teclado sensible a la velocidad y al aftertouch de 61 notas, polifonía de 16 notas con programas de 1 oscilador (u polifonía de 8 notas con programas de 2 osciladores), un joystick para control de modulación e inflexión de tono, un teclado de ocho notas Secuenciador MIDI de pistas, LFO separados para vibrato y modulación de filtro, y envolventes ADSR. Los datos se pueden almacenar en tarjetas RAM y PCM.
El M1 tiene una ROM con cuatro megabytes de tonos PCM de 16 bits, que incluyen, según Sound on Sound, "instrumentos exóticos que antes no se habían escuchado en el mainstream". Los sonidos incluyen transitorios de ataque muestreados, bucles, formas de onda sostenidas sin transitorios de ataque y muestras de percusión. Los timbres incluyen piano, cuerdas, guitarra acústica, instrumentos de viento, sitar, kalimba, campanillas de viento y batería.
El M1 también presenta efectos que incluyen reverberación, retardo, coro, trémolo, ecualizador, distorsión y simulación de Leslie, una inclusión innovadora en ese momento. Según Sound on Sound, ninguna de las características del M1 era única, sino que se implementaron y combinaron de una manera nueva.

## Legado
El Korg M1 se lanzó al mercado en 1988 y se fabricó hasta 1995, vendiéndose unas 250.000 unidades. El periodista de Sound on Sound, Mark Vail, escribió en 2002 que era el sintetizador más vendido de la historia y que "podría ser llamado con razón el sintetizador más popular de todos los tiempos", aunque señaló que Korg no había verificado las cifras de ventas. Los ajustes preestablecidos de piano y órgano M1 se utilizaron ampliamente en la música house de la década de 1990, comenzando con el sencillo de  Madonna de 1990 "Vogue". Sus sonidos también se implementaron con mucha popularidad dentro de la cumbia latinoamericana, en grupos de México, Perú, Bolivia, Chile y Argentina.